# Batocnema
Batocnema là một chi bướm đêm thuộc họ Sphingidae.

## Các loài
- Batocnema africanus - (Distand 1899)
- Batocnema coquerelii - (Boisduval 1875)